# Giovanni Giacomo Imperiale Tartaro
Giovanni Giacomo Imperiale Tartaro (Génova, 1554 — Génova, 1622) foi o 92.º Doge da República de Génova.

## Biografia
Em 25 de abril de 1617, Imperiale Tartaro foi eleito Doge de Génova, o quadragésimo sétimo na sucessão bienal e o nonagésimo segundo na história republicana. Durante o seu mandato pacificou as relações com a cúria arquiepiscopal genovesa, em particular com Monsenhor Domenico de 'Marini, e preparou novas obras defensivas no território de Génova e da república. Depois de o seu mandato ter terminado a 29 de abril de 1619, Imperiale Tartaro voltou para a sua casa na Piazza del Campetto, onde faleceu em 1622.